# Candace Owens
Candace Owens (nascida em 29 de abril de 1989) é um comentadora política, ativista, conservadora americana, apresentadora de talk shows. Inicialmente crítica do ex-presidente dos Estados Unidos, Donald Trump e do Partido Republicano, atualmente é reconhecida pelo seu ativismo pró-Trump e pelas suas críticas ao movimento Black Lives Matter e ao Partido Democrata. Em várias ocasiões, afirmou que os efeitos da supremacia branca e do nacionalismo são exagerados, especialmente quando comparados a outras questões enfrentadas pelos negros americanos. Trabalhou para o grupo de defesa conservador Turning Point USA entre 2017 e 2019 como diretora de comunicação. Em 2021, ingressou no The Daily Wire, onde apresenta Candace, um talk show político.

## Infância e educação
Foi criada em Stamford, Connecticut, pelos seus avós por volta dos 11 ou 12 anos, depois dos seus pais divorciarem. Tem uma herança caribenha-americana por meio da sua avó, que é originaria de Saint Thomas, Ilhas Virgens Americanas. Formou na Stamford High School.
Em 2007, quando tinha 17 anos no último ano do ensino médio, recebeu três mensagens racistas de ameaça de morte no correio de voz. Joshua Starr, superintendente das escolas da cidade, ouviu as mensagens e considerou-as como "horríveis". A família de Owens processou o Stamford Board of Education num tribunal federal, alegando que a cidade não protegeu seus direitos, resultando num acordo de trinta e sete mil e quinhentos dólares em janeiro de 2008. Abordando esse tema numa TEDx.
Formou-se em jornalismo na Universidade de Rhode Island. Acabou por desistir, depois do seu primeiro ano, por causa de um problema com seu empréstimo estudantil.
Depois, trabalhou como estagiária para a revista Vogue em Nova York. Em 2012, conseguiu um emprego como assistente administrativa para uma empresa de private equity em Manhattan, Nova York, subindo mais tarde a vice-presidente da administração da empresa.

## Início de carreira

### Degree180e blog anti-conservador
Em 2015, Owens foi CEO da Degree180, uma agência de marketing que oferecia serviços de consultoria, produção e planejamento. O site incluía um blog que frequentemente publicava conteúdo anti-conservador e anti-Trump. Numa coluna de 2015 que escreveu para o site, criticou os republicanos conservadores, escrevendo sobre as "palhaçadas loucas do Partido Republicano do Chá", acrescentando: "A boa notícia é que eles acabarão morrendo" (pacificamente em seu sono, nós esperamos), e então podemos seguir em frente com a mudança social óbvia que precisa acontecer, IMEDIATAMENTE".

### Violação de privacidade, Gamergate e transformação política
Lançou o SocialAutopsy.com em 2016, um site que, segundo ela, expõe os "valentões da Internet" rastreando a sua marca digital. O site proposto teria solicitado que os usuários fizessem capturas de tela de postagens ofensivas e as enviassem para o site, onde seriam categorizadas pelo nome do usuário. Usou crowdfunding no Kickstarter para o site. A proposta foi imediatamente controversa, atraindo críticas de que ela estava desanimando (doxing) usuários da Internet e violando a sua privacidade. De acordo com o The Daily Dot, "as pessoas de todos os lados do debate anti-assédio criticaram rapidamente o banco de dados, chamando-o de uma lista pública que encorajaria o assédio de doxing e retaliação". Tanto os conservadores quanto os progressistas envolvidos na controvérsia de Gamergate condenaram o site.
Em resposta, as pessoas começaram a postar detalhes privados de Owens on-line. Owens culpou, com escassa evidência, a doxing em progressistas envolvidos na controvérsia de Gamergate. Depois disso, ela ganhou o apoio dos conservadores envolvidos na controvérsia de Gamergate, incluindo os comentaristas políticos de direita e os partidários de Trump, Milo Yiannopoulos e Mike Cernovich. Depois disso, tornou-se uma conservadora, dizendo em 2017: "Eu me tornei uma conservadora durante a noite... Percebi que os liberais eram na verdade os racistas. Os liberais eram na verdade os trolls... A autópsia social é porque eu sou conservadora".
O Kickstarter suspendeu o financiamento para a autópsia social e o site nunca foi criado.

## Ativismo conservador

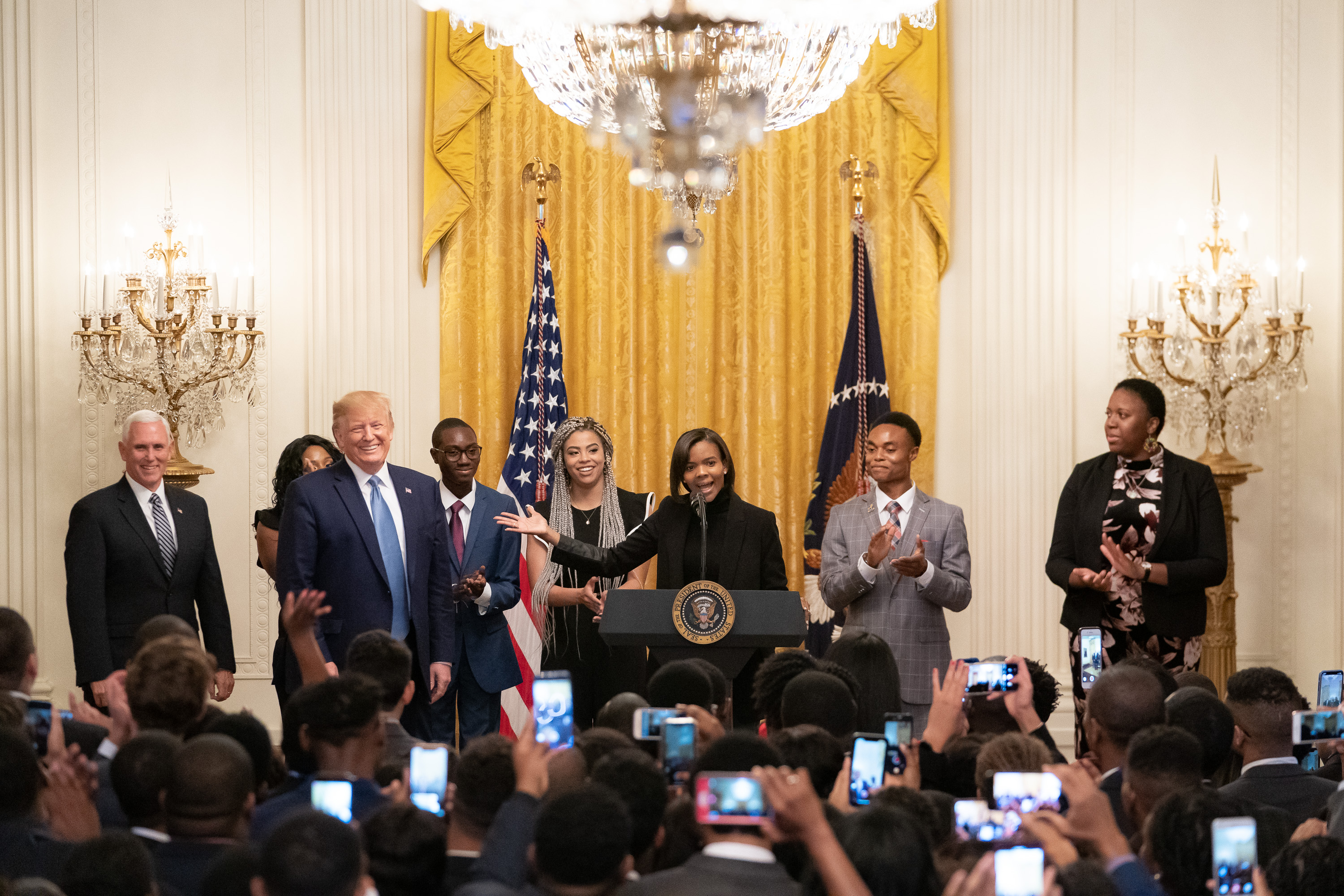
Owens fala na Casa Branca, em 2019, com o presidente Donald Trump e o vice-presidente Mike Pence

Em 2017, Owens tornou-se conhecida nos círculos conservadores pelos seus comentários pró-Trump e por criticar a retórica liberal em relação ao racismo estrutural, à desigualdade sistêmica e às políticas de identidade. Em 2017, começou a postar vídeos com temas políticos no YouTube. Acabou por lançar o Red Pill Black, um site e canal do YouTube que promove o conservadorismo negro nos Estados Unidos.
A 21 de novembro de 2017, no MAGA Rally and Expo em Rockford, Illinois, o fundador da Turning Point EUA, Charlie Kirk, anunciou a sua nomeação como diretora de comunicação da organização. Em maio de 2019, anunciou a sua saída como diretora de comunicações da Turning Point.
Em abril de 2018, Kanye West twittou "Eu amo o jeito que Candace Owens pensa". O tweet foi recebido com escárnio entre alguns dos fãs de West. Em maio de 2018, o presidente Donald Trump afirmou que Owens "está tendo um grande impacto na política do nosso país. Ela representa um grupo cada vez maior de 'pensadores' muito inteligentes", e é maravilhoso assistir e ouvir o diálogo acontecendo ... tão bom para o nosso país!"
Apareceu em alguns sites de conspiração, como o InfoWars. Em 2018, foi apresentadora convidada da Fox News. Depois de encontrar o sucesso do mainstream, distanciou-se dos sites de conspiração de extrema-direita, embora ela se recusasse a criticar a InfoWars ou seus anfitriões.
Em maio de 2018, sugeriu que "algo bioquimicamente acontece" para mulheres que não se casam ou têm filhos, e ela ligou para as alças do Twitter de Sarah Silverman, Chelsea Handler e Kathy Griffin, dizendo que eles eram "suporte probatório" desta teoria. Silverman respondeu: "Parece-me que, ao twittar isso, você gostaria de talvez nos fazer sentir mal. Eu diria que isso é evidenciado pelo esforço de usar nossas alças do Twitter para que pudéssemos ver. Meus coração para você, Candy. Espero que você encontre a felicidade na forma que for necessária." Owens respondeu, acusando Silverman de apoiar terroristas e gangues criminosas.
Atualmente é a apresentadora do Candace Owens Show no canal do PragerU no YouTube.

### Movimento Blexit
Em outubro de 2018, lançou o movimento Blexit, uma campanha para encorajar afro-americanos a abandonar o Partido Democrata e a se registrarem como republicanos. O termo Blexit vem de "preto" e "exit" de Brexit, a palavra usada para descrever a saída do Reino Unido da União Europeia. No lançamento, disse que o seu "querido amigo e colega Kanye West " desenhou as roupas para o movimento, mas no dia seguinte, West negou ser o estilista e negou o esforço, dizendo "nunca quis associação com a Blexit". Eu estive acostumado a espalhar mensagens nas quais não acredito.

## Ideologia política

### Ideologia
Afirmou que ela não tinha interesse em política antes de 2015, mas anteriormente identificava-se como liberal. Em 2017, começou a descrever-se como uma defensora conservadora de Trump. Caracterizou Trump como o "salvador" da civilização ocidental. Argumentando que Trump não se envolveu numa retórica prejudicial para os afro-americanos, nem propôs políticas que prejudicariam os afro-americanos. Ela declarou em outubro de 2018 que nunca havia votado, e só recentemente, tornara-se militante do partido republicano.
The Guardian descreveu Owens como "ultraconservadora", e a revista New York e a Columbia Journalism Review a descreveram como "de direita". The Daily Beast chamou sua visão de "extrema-direita" e o Pacific Standard a chamou de membro do "alt-right", embora tenha rejeitado ambos os termos. Ela foi influenciada pelas obras de Ann Coulter, Milo Yiannopoulos, Ben Carson e Thomas Sowell.
Owens disse: "A esquerda odeia a América, e Trump adora isso". Ela disse que a esquerda está "destruindo tudo através dessa ideologia marxista cultural".

### Relações raciais
Conhecida pelas suas críticas ao movimento Black Lives Matter. Ela descreveu os manifestantes desse movimento como "um bando de crianças choronas, fingindo ser oprimidas por atenção". Argumentou que os afro-americanos têm uma "mentalidade de vítima" e muitas vezes se referem ao Partido Democrata como uma "plantação".  Afirmou que os negros sofreram uma lavagem cerebral para votar nos democratas. Disse ainda, que a violência policial contra os negros não é sobre racismo. Referiu aos assassinatos de pessoas negras pela polícia como uma questão trivial para os afro-americanos. Caracterizou o aborto como uma ferramenta para "o extermínio de bebés negros".
Afirmou: "Os negros norte-americanos estão piores económicamente hoje do que estávamos fazendo na década de 1950 com Jim Crow", acrescentando que isso é porque "só votamos numa das partes desde então". Atribuiu melhorias económicas para afro-americanos, como baixa taxa de desemprego à presidência de Trump. Quando perguntado se era problemático os grupos de supremacia branca, como o Ku Klux Klan, apoiarem Trump, respondeu que os Antifa era mais perigoso do que o KKK. Owens disse que a mídia cobre o KKK durante a presidência de Trump para prejudicá-lo. Numa audiência de 2019 sobre crimes de ódio, referiu ao KKK como uma "organização terrorista democrata". Em 2018, rejeitou relatos de um ressurgimento de crimes de ódio, dizendo que "Toda a violência neste ano aconteceu principalmente por causa das pessoas de esquerda".
Após o comício Unite the Right de 2017 em Charlottesville, Virginia, Owens disse que a preocupação com o crescente nacionalismo branco era "estúpida". No Facebook, escreveu "Orgulho de me identificar como um tio Tom".
Durante o seu depoimento perante o Comité Judiciário da Câmara sobre a ascensão de crimes de ódio e de supremacia branca nos Estados Unidos, Owens referiu que a estratégia sulista empregada pelo partido republicano para aumentar o seu apelo aos eleitores racistas era um "mito" de que " nunca aconteceu". Estrategistas republicanos que procuraram transformar democratas brancos do sul em republicanos cunharam o termo. A sua reivindicação foi contestada por vários historiadores, que afirmam, que a existência da Estratégia do Sul está bem documentada em fontes contemporâneas que remontam à era dos Direitos Civis. O historiador Kevin M. Kruse, que escreve sobre o conservadorismo moderno, chamou a afirmação de Owens de "total absurdo". Em 2005, o presidente do Comité Nacional Republicano Ken Mehlman pediu desculpas formalmente à Associação Nacional para o Avanço das Pessoas de Cor (NAACP), uma organização nacional de direitos civis, pela estratégia sulista, chamando-a de "errada".
Em junho de 2019, afirmou que os afro-americanos estavam melhores nos primeiros 100 anos após a abolição da escravidão do que desde então. Disse que o "socialismo" estava em falta. Owens não mencionou as leis de Jim Crow, que legalmente impunham ampla discriminação racial no sul, e não mencionou a Lei dos Direitos Civis e a Lei dos Direitos de Voto, que foram aprovadas aproximadamente 100 anos depois da abolição da escravidão e da conclusão da Guerra Civil, e que legalmente consagrou uma série de direitos civis para os afro-americanos.

### Direitos das mulheres
Opõe-se ao aborto, considerando-o como uma ferramenta para o "extermínio de bebês negros".
Owens é crítica ao movimento feministas. Descreveu o movimento Me Too - um movimento internacional contra o assédio sexual e assalto - como "estúpido" e disse que  "odiava". Escreveu que esses movimentos, baseiam-se na ideia de que "as mulheres são estúpidas, fracas e inconsequentes".

### Alterações Climáticas
Quando perguntado sobre o aquecimento global, respondeu "Eu não acredito que seja real". Afirmando que a mudança climática é usada como "uma maneira de extrair dólares dos americanos".

### Direitos LGBT
Apoia o casamento entre pessoas do mesmo sexo. Em 28 de julho de 2017, pronunciou-se a favor da proibição de transgéneros que estão passando por cirurgia de redesignação sexual de servir nas forças armadas dos Estados Unidos, mas afirmou que ela está bem com indivíduos transgéneros totalmente transição servindo nas forças armadas dos Estados Unidos.

### Direitos de arma
Owens é membro registrado da National Rifle Association (NRA). Afirmou que a NRA foi fundada como uma organização de direitos civis que treinou afro-americanos para se armarem. Ao contrário, o Politifato afirma que a NRA foi realmente fundada por veteranos da Guerra Civil da União para melhorar a pontaria dos soldados.

### Imigração muçulmana
Em 2018, advertiu que "a Europa cairá, e se tornará um continente de maioria muçulmana em 2050" e "nunca houve um país de maioria muçulmana onde a lei islâmica não fosse implementada". Sugeriu que os Estados Unidos seriam "forçados a salvar" os britânicos.

### Israel e Palestina
Owens é uma crítica de Israel e expressou cada vez mais suas opiniões negativas sobre o país durante a guerra de Gaza. Em outubro de 2023, ela condenou um ataque israelense a uma igreja em Gaza que resultou na morte de cristãos, tuitando: "Fiquei enojada com os propagandistas fingindo que uma igreja cristã não foi bombardeada. Cristãos foram mortos. Nenhum cristão deve ficar em silêncio." Mais tarde, ela acrescentou: "Se você acha que é antissemitismo notar que cristãos inocentes foram mortos em um bombardeio da FDI, então você precisa se desconectar." Esclarecendo suas opiniões no início de novembro, Owens twittou: "Nenhum governo em lugar nenhum tem o direito de cometer um genocídio, nunca."
Sua posição sobre Israel levou ao seu rompimento com Ben Shapiro, cofundador do The Daily Wire, o site para o qual Candace Owens trabalhava na época, contribuindo para sua saída em março de 2024. Shapiro viu sua posição como cada vez mais antissemita: Owens criticou o apoio dos EUA a Israel, dizendo que não acreditava "que os contribuintes americanos deveriam ter que pagar pelas guerras de Israel ou pelas guerras de qualquer outro país", mas também postou sobre "judeus políticos" e um "círculo muito pequeno de pessoas específicas que estão usando o fato de serem judias para se protegerem de qualquer crítica", comentários que Shapiro descreveu como "absolutamente vergonhosos".
Em 2024, Owens expandiu a frase "Viva Cristo Rey" (Viva Cristo Rei) nos círculos políticos americanos em resposta a Shapiro. Também depois disso, Owens se converteu ao catolicismo.

## Entrevistas
| Data de Lançamento do Video | Participante               |
| --------------------------- | -------------------------- |
| 3 de março de 2019          | Roseanne Barr              |
| 10 de março de 2019         | Hawk Newsome               |
| 17 de março de 2019         | Paris Dennard              |
| 24 de março de 2019         | Brandon Tatum              |
| 31 de março de 2019         | Dave Rubin                 |
| 7 de abril de 2019          | Rob Smith                  |
| 14 de abril de 2019         | Larry Elder                |
| 28 de abril de 2019         | Allie Stuckey              |
| 5 de maio de 2019           | Charlie Kirk               |
| 12 de maio de 2019          | Dennis Prager              |
| 19 de maio de 2019          | Lila Rose                  |
| 26 de maio de 2019          | Imam Mohamad Tawhidi       |
| 2 de junho de 2019          | Abigail Shrier             |
| 9 de junho de 2019          | Scott Baio                 |
| 16 de junho de 2019         | Lauren Chen                |
| 23 de junho de 2019         | Mario Lopez                |
| 30 de junho de 2019         | Nigel Farage               |
| 7 de julho de 2019          | Zuby                       |
| 14 de julho de 2019         | Michael Knowles            |
| 21 de julho de 2019         | Carl Benjamin              |
| 28 de julho de 2019         | Paul Joseph Watson         |
| 4 de agosto de 2019         | Steve Bannon               |
|                             | Mary Ann Mendoza           |
|                             | Sheriff David Clarke       |
|                             | Andrew Klavan              |
|                             | George Farmer              |
| 8 de setembro de 2019       | Show especial              |
| 15 de setembro de 2019      | Nathan Lakta               |
| 22 de setembro de 2019      | Vice-Presidente Mike Pence |